# Xeranoplium tricallosum
Xeranoplium tricallosum is een keversoort uit de familie boktorren (Cerambycidae). De wetenschappelijke naam van de soort is voor het eerst geldig gepubliceerd in 1938 door Knull.